# 864 Aase
864 Aase је астероид главног астероидног појаса чија средња удаљеност од Сунца износи 2,208 астрономских јединица (АЈ). 
Апсолутна магнитуда астероида је 12,87 а геометријски албедо 0,595.